# Vincent Bevins
Vincent Bevins (Huntington Beach, 11 de juny de 1984) és un periodista i escriptor estatunidenc. Del 2011 al 2016, va treballar com a corresponsal al Brasil per al Los Angeles Times, havent treballat prèviament a Londres per al Financial Times. El 2017 es va traslladar a Jakarta i va començar a cobrir el sud-est asiàtic per a The Washington Post, i el 2018 va començar a escriure un llibre sobre la violència de la Guerra Freda a Indonèsia i Amèrica Llatina. El seu treball s'ha centrat principalment en la política internacional, l'economia mundial i la cultura global.

## Trajectòria
Bevins va néixer i créixer a Califòrnia, formant-se a la Servite High School i a la Universitat de Califòrnia a Berkeley. Va treballar a Berlín abans de cobrir professionalment Hugo Chávez a Veneçuela amb The Daily Journal. Va obtenir un màster en Economia Política Internacional per la London School of Economics.
El 2012, després d'una investigació que Bevins va publicar sobre l'esclavitud moderna a la selva amazònica, les empreses del lingot d'alt forn de l'estat de Maranhão van acordar deixar d'obtenir el carbó vegetal produït amb mà d'obra esclava, la destrucció dels boscos o invasions a terres indígenes.
El 2016, la presidenta Dilma Rousseff va declarar en una entrevista a Bevins que no creia que els EUA o la CIA estiguessin darrere de la seva destitució. La sospita del suport estatunidenc era habitual en aquell moment entre els seus partidaris d'esquerra, que com Rousseff consideraven l'impeachment com un «cop d'estat».
Del 2012 al 2016, Bevins va dirigir la secció «From Brasil» de la versió en línia de Folha de S. Paulo, que va publicar notícies i anàlisis de Bevins i d'altres corresponsals destacats al Brasil. Aquest grup de periodistes va ser al centre de la informació sobre l'onada de protestes que van començar el juny de 2013 i van continuar fins a la Copa del Món de Futbol de 2014. Bevins de vegades escriu i apareix als mitjans brasilers, parla portuguès amb fluïdesa, i també ha treballat en castellà i alemany.
Al seu llibre de 2020, The Jakarta Method, va utilitzar documents recentment desclassificats, recerca d'arxius i informes de testimonis oculars per a demostrar que la l'avantatge dels EUA durant la Guerra Freda al Tercer Món es va basar en l'extermini de militants d'esquerres als països on s'havia produït la implicació dels EUA, tant per part de forces governamentals com per part de paramilitars. El títol del llibre fa referència als assassinats massius d'Indonèsia de 1965–66.

## Obra publicada
- The Jakarta Method: Washington's Anticommunist Crusade and the Mass Murder Program that Shaped Our World, Public Affairs, 2020.[10][11]
- Bevins, Vincent. If we burn: the mass protest decade and the missing revolution.  New York: PublicAffairs, 2023. ISBN 978-1-5417-8897-8.